# Ali G Indahouse
Az Ali G Indahouse 2002-es brit filmvígjáték, amelyet Sacha Baron Cohen és Dan Mazer forgatókönyvéből Mark Mylod rendezett. Baron Cohen alakítja a címszereplőt, aki eredetileg a Channel 4 The 11 O'Clock Show és a Da Ali G Show című sorozataihoz készült. Ez az első a négy film közül, amely Baron Cohen karakterei alapján készült: a maradék három a Borat: Kazah nép nagy fehér gyermeke menni művelődni Amerika, a Brüno és a Borat utólagos mozifilm: Királyságos vesztegetőajándék leszállítása amerikás vezéreknek egykor dicső kazah nép javára. Ez továbbá az egyetlen olyan film e négy közül, amelyik nem mockumentary.
A filmet 2002. március 22-én mutatták be.

## Cselekmény
Ali G akaratlanul a kancellár bábjává válik a Nagy-Britannia miniszterelnökének megbuktatására irányuló összeesküvésben. Ali G-t azonban a nemzet a fiatalság hangjaként felkarolja, így a miniszterelnök és kormánya népszerűbb lesz, mint valaha.

## Szereplők
- Sacha Baron Cohen - Ali G/Borat
- Michael Gambon - miniszterelnök
- Charles Dance - David Carlton miniszterelnök-helyettes
- Kellie Bright - Julie (Kelly Bright néven jegyezve)
- Martin Freeman - Ricky C.
- Rhona Mitra - Kate Hedges
- Barbara New - Ali dadája
- Ray Panthaki - Hassan B.
- Emilio Rivera - Ricco
- Paul Clayton - Alan Hattyúk tava
- Olegar Fedoro - orosz miniszter
- Tony Way - Veszélyes Dave
- Eileen Essell - Mrs. Hugh
- Daniella Lavender - szobalány
- Capri Ashby - Nina nővér
- John Scott Martin - Mr. Johnson
- Graham McTavish - vámos
- Naomi Campbell - Önmaga
- Nabil Elouahabi - Jezzy F.
- Bruce Jamieson - újságíró
- Anna Keaveney - titkárnő

## A film készítése
A nyitó „gengsztervidéki” álomjelenetet Los Angelesben forgatták, az összes többi jelenetet pedig Manchesterben, Londonban és Stainesben vették fel.
A forgatás 2001. május 31. és június 2. között a manchesteri városházánál is zajlott. 
Amikor Ali az Englefield Green-i Berkshire Massivra hivatkozik, az valójában Surreyben van. A John Nike Szabadidőközpont egy valódi létesítmény, ami Staines-től néhány mérföldre nyugatra, Bracknellben, Berkshire középső részén található.

## Bemutató
A filmet 2002. március 22-én mutatták be a brit mozikban, majd 2002 hátralévő részében és 2003 közepén számos más országban (Franciaország, Németország, Írország, Norvégia, Lengyelország, Spanyolország stb.) is megjelent. Az Ali G Indahouse korlátozott számban került az Egyesült Államokban a mozikba. A filmet 2003. szeptember 5-én mutatták be néhány moziban a texasi Austinban.
A film 2002. november 11-én jelent meg DVD-n az Egyesült Királyságban, 2004. november 2-án pedig az Egyesült Államokban és Kanadában. A DVD-változatot az eredeti brit moziváltozathoz képest módosították. Az eredeti változatban a filmet Ali G nyitja, aki a BBFC tanúsítványa felett jelenik meg, és 15-ről 18-ra változik a besorolása. A továbbiakban figyelmezteti a közönséget a mozi hátsó sorában történő szexre, és azt javasolja, hogy a közönség élvezete fokozódjon, ha meggyújt egy spanglit. Ez a harminc másodperces bevezető hiányzik az összes nemzetközi mozis kiadásból, valamint az összes jelenlegi házivideó-kiadásból.

## Kulturális hatás
Staines-t a helyi tanácsosok hivatalosan Staines-upon-Thames-re nevezték át, részben azért, hogy elkerüljék a film által sugallt fiktív gengsztervilági asszociációkat.

## Fordítás
- Ez a szócikk részben vagy egészben  az   Ali G Indahouse című angol Wikipédia-szócikk fordításán alapul.  Az eredeti cikk szerkesztőit annak laptörténete sorolja fel. Ez a jelzés csupán a megfogalmazás eredetét és a szerzői jogokat jelzi, nem szolgál a cikkben szereplő információk forrásmegjelöléseként.